# 태양력
태양력(太陽曆, 영어: solar calendar)은 지구가 태양의 주변을 1회전하는 공전 주기가 1년임을 기준으로 하여 만든 역법으로, 양력이라고도 한다. 현행 전세계 많은 국가들이 사용 중인 그레고리력이 대표적인 태양력이다. 달(月,moon)의 변화와는 무관하게 태양의 변화를 기준으로 하여 만들었으며, 따라서 태음력과 상대된다. 태양력의 기원은 이집트에서 BC 18세기경 1년을 365일로 한 역법을 만든 것이다. BC 46년부터 사용한 율리우스력은 1년을 365일로 하되 4년마다 1일을 더하는 치윤법을 통하여 윤년을 366일로 함으로 편차를 줄여 사용하였다. 1582년부터 사용하고 있는 그레고리력은 400년에 97회의 윤년만을 두는 방식으로 하여 율리우스력이 가지는 오차를 보강하여 현재에 이르렀다. 한국에서는 1896년 고종 때부터 양력을 사용하기 시작했다.

## 역사

### 역법의 필요성

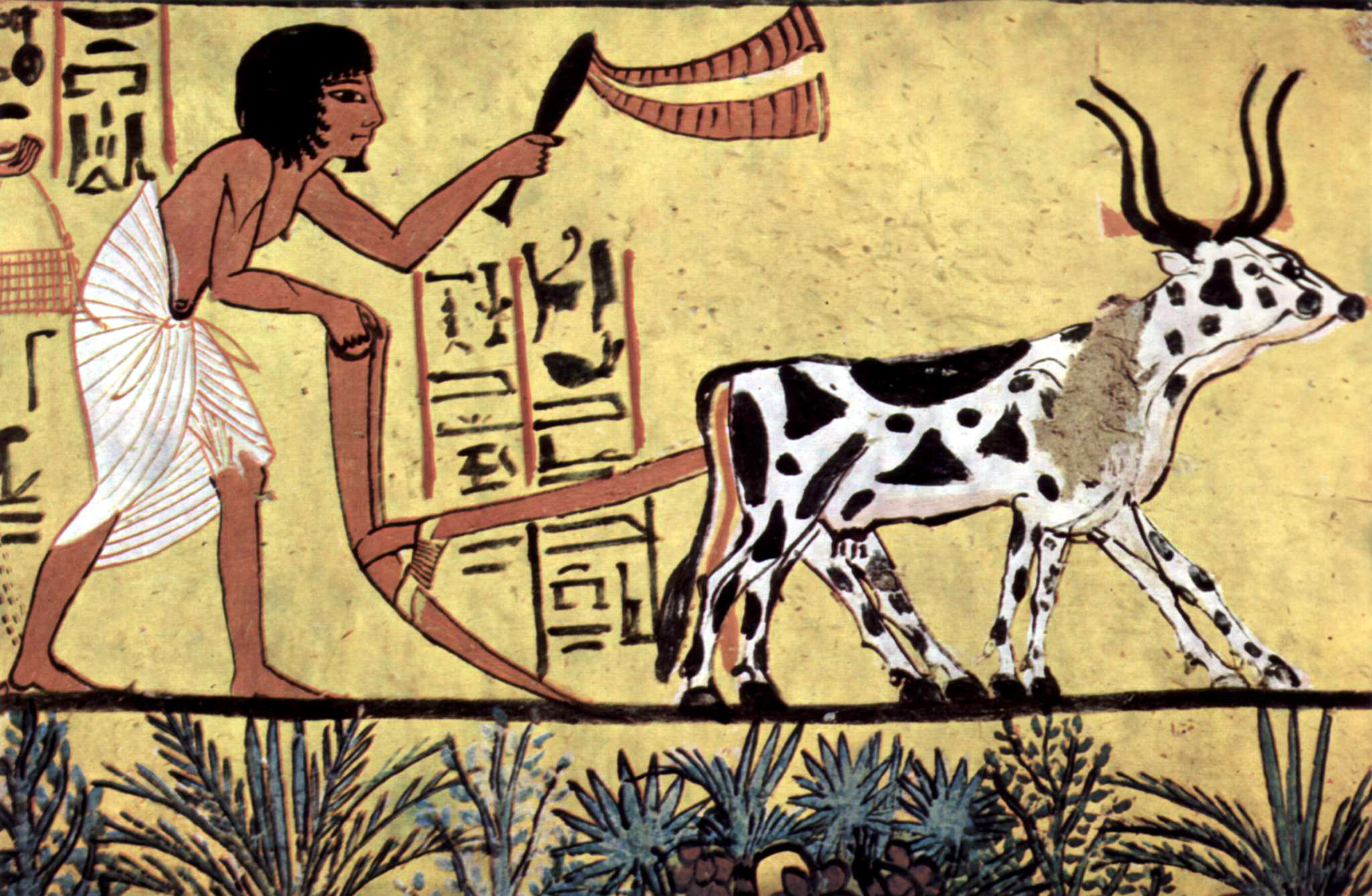

세월의 흐름과 계절의 변화를 인지하고 이를 기준으로 하여 변화된 기후환경에 따라 일정한 행사를 진행하려면 역법이 필요하여 자연스럽게 만들게 되었다. 역법(曆法)은 세월의 흐름, 특히 계절의 변화에 따른 기후를 알아내기 위해서 자연현상(주로 천문현상)의 변화중 규칙성을 가지는 요소를 찾아내서 이를 기준으로 하여 만들었다. 초기에는 달(月, moon)의 삭망(朔望) 주기를 기준으로 한 태음력이 사용되었을 것으로 본다. 산업화 이전에 농경중심 사회에서는 파종시기등 농사를 짓는일에 계절의 변화를 파악하는 일이 매우 중요했기 때문에 달력이 꼭 필요했다. 이뿐만 아니라 종교행사, 출어, 항해, 방목지 이동 등의 기준이 되어 왔다.

### 태양력의 기원
태양력이란 지구가 태양의 주변을 1회전하는 공전 주기가 1년임을 기준으로 하여 만든 역법이다. 통상 전세계 다수의 국가가 현행 사용중인 그레고리력을 말하는 것으로, 달(月, moon)의 변화는 무시하고 태양운행을 기준으로 하여 만들었다. 기원은 이집트에서 BC 18세기경 태양력을 만든 것이다. 나일강(江)이 범람할 때면 동쪽 하늘의 일정한 위치에 시리우스(큰개자리 α별)가 나타난다는 사실을 알아냄으로써 태양력을 만들 수 있었다. BC 18세기경 이집트인들은 1년을 365일로 하고, 이것을 30일로 이루어진 12달과 연말에 5일을 더하는 식으로 달력을 만들었다.

### 율리우스력
율리우스 카이사르가 이집트로 원정갔을 때, 그곳의 역법이 간단하고 계절에 잘 맞는 것을 알고, 알렉산드리아의 천문학자 소시게네스(Sosigenes)의 충고에 따라 로마력을 개정하였다. 1년을 365.25일로 정한후 평년을 365일로 하고 4년마다 1회의 윤년을 두어서 366일로 하였다. 이 역법은 BC 46년 1월 1일부터 실시되었는데 1,3,5,7,9,11월은 모두 31일씩이고, 다른 달은 30일로 하되 2월만은 평년 29일, 윤년 30일로 정했다. 그런데 율리우스의 생질 아우구스투스 카이사르가 로마황제가 되었을 때, 율리우스의 달 율리(July)가 31일인데 비해 자기의 달 아우구스트(August)가 작으므로 이것을 31일로 하고 9월과 11월을 30일, 10월과 12월을 31일로 하였으며, 2월은 평년을 28일, 윤년을 29일로 만들었다.

### 그레고리력

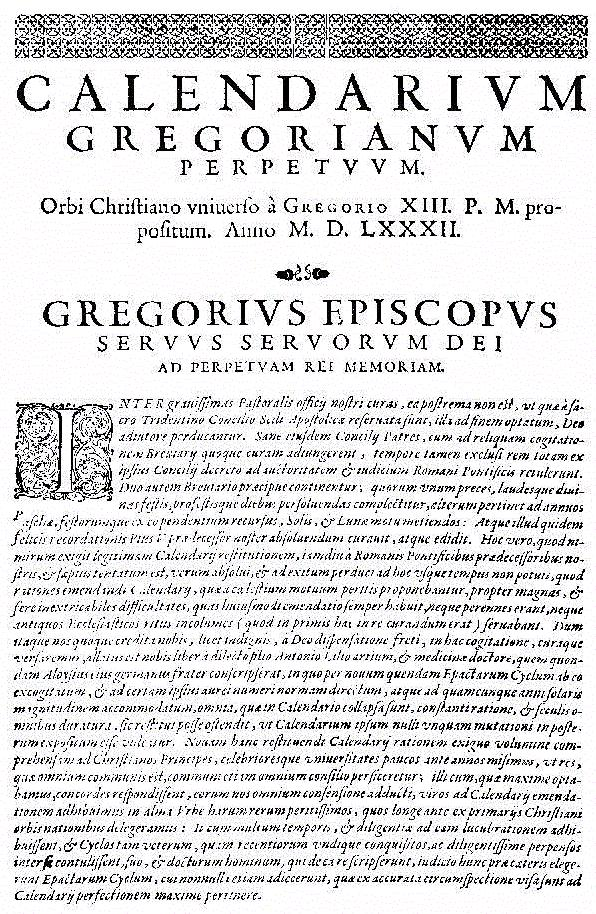
달력 개정을 위한 교황의 칙서.

1년 길이를 365.25일로 정한 율리우스력은 천문학의 회귀년 365.2422일보다 0.0078일(11분 14초)이 차이가 발생한다. 이 착오가 매년 축적되어서 128년마다 1일의 편차가 생겼다. 실제로 AD325년 니케아회의가 개최된 해는 춘분이 3월 22일이었지만, 1582년 로마교황 그레고리우스 13세 때의 춘분날이 3월 11일로 10일 차이가 있었다. 그레고리력은 율리우스력의 이러한 문제점을 보완한 역법이다.
기독교가 국교였던 중세 유럽은 중요한 종교적 행사일인 부활절이 달력의 부정확성으로 인해 왔다 갔다 하는 일이 잦았다. 부활절은 춘분 후 첫 보름을 지난 첫 일요일 혹은 첫 보름이 첫 일요일과 겹치면 다음 일요일로 정한 부활절이 부정확한 달력으로 인해 춘분이 당겨지면 부활절도 당겨지는 모순을 안고 있었다.
이에 교황 그레고리오 13세는 본래의 부활절 날짜로 되돌려 놓기 위해서 천문학자 루이지 릴리오에게 요청하여 새로운 역법을 만들도록 했다. 루이지 릴리오는 일년을 365일 5시간 49분 12초(365.2422일)로 정했다. 그리고 연도가 4로 나뉘는 해를 윤년으로 정하고 동시에 100으로 나뉘는 해를 평년, 다시 400으로 나뉘는 해를 윤년으로 정했다. 이로써 400년에 97회의 윤년만 두게 되니 부활절이 비로소 제자리를 찾게 되었다.
교황 그레고리오 3세는 1582년 2월 24일에 칙령을 통해 그레고리력을 발표했다.이에 따라 10월 4일의 다음날을 10월 15일로 하여 10일을 없애고 춘분날이 3월 21일이 되게 하는 개력이 단행되었다. 당시 동방 정교회와 개신교에서는 이 조치를 받아들이지 않았지만, 이 역법은 가장 계절에 잘 맞았기 때문에 16세기말 이래 널리 보급되어서 유럽의 여러 나라에서는 이미 18세기 초에 이 역법을 채용하였다. 오늘날에는 대부분의 국가들이 그레고리력을 사용하고 있다.

## 한국의 양력 채택
조선 효종 5년 (1654년) 이래 태음태양력인 시헌력(時憲曆)을 사용했는데, 1895년 김홍집 내각에 의해서 갑오개혁 차원에서 그레고리오력 채택을 추진하였다. 1895년 9월 9일자 《관보》에 태양력을 사용하라는 조칙을 실었다. 고종은 김홍집의 의견을 받아들여 음력 1895년 11월 15일에 공식적으로 개력을 반포하였다. 이로써 음력 1895년 11월 17일을 양력 1896년 1월 1일로 정하여 양력을 사용하게 되었다. 태양력 채택을 기념하며 연호를 건양(建陽)으로 변경하였다.
태양력을 사용하게 되면서 그에 따른 업무를 관할한 곳은 관상감의 후신인 관상소였다. 관상소에서는 새로운 책력을 배포하였으나 갑작스런 양력의 사용은 백성들뿐만 아니라 행사가 많았던 궁궐에서 조차 매우 혼란스러웠다. 음력으로 농사를 짓던 농촌의 촌로들은 크게 반발하며 책력을 내던지기도 했다고 한다. 현재까지 대한민국에서 사용하는 태양력 또는 양력은 그레고리력이다.

## 달력의 분류
회귀년 기준:
- 그레고리력
- 율리우스력
- 바하이력
- 콥트력
- 이란력
- 태국 태양력

항성년 기준:
- 이집트력
- 힌두력

## 같이 보기
- 태음력
- 태음태양력
- 이십사절기
- 달력